# Mataviejas (Fluss)

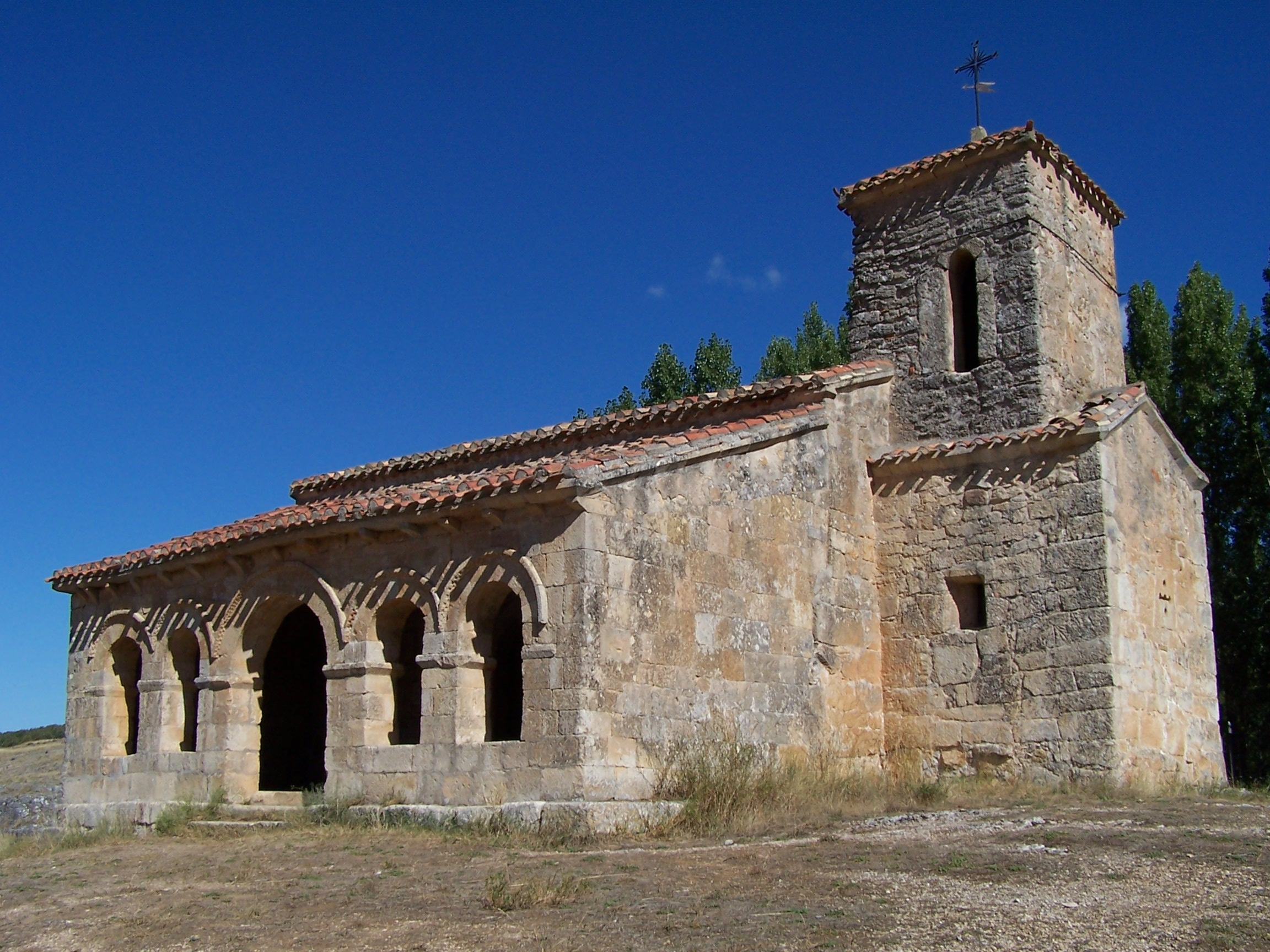
Ermita de Santa Cecilia de Barriosuso

Der Río Mataviejas (auch Río Ura) ist ein ca. 30 km langer Nebenfluss des Río Arlanza in der nordspanischen Provinz Burgos in der Autonomen Region Kastilien-León.

## Geografie
Der Río Mataviejas entspringt im Süden der Sierra de la Demanda etwa 2 km nördlich der Gemeinde (municipio) Carazo. Er fließt zuerst eine kurze Strecke in südlicher, danach – abgesehen von einigen Schleifen – in nordwestlicher Richtung und mündet etwa 1 km südlich der Gemeinde Puentedura in den Río Arlanza, der seinerseits über den Río Arlanzón ein Nebenfluss des Duero ist.

## Zuflüsse
Der Río Mateviejas hat außer einigen Bächen (arroyos) keine größeren Zuflüsse.

## Orte
- Carazo
- Santo Domingo de Silos
- Santibáñez del Val
- Castroceniza
- Ura

## Sehenswürdigkeiten
An den Ufern des Río Mataviejas gibt es nur wenige Sehenswürdigkeiten – die wichtigste ist der romanische Kreuzgang des Klosters Santo Domingo de Silos aus dem 11./12. Jahrhundert. Die möglicherweise aus mozarabischer Zeit (10. Jahrhundert) stammende Einsiedlerkirche (ermita) Santa Cecilia liegt etwa 1200 m südlich des Ortes Santibáñez del Val, aber nur etwa 100 m vom Fluss entfernt; sie erhielt im 12. Jahrhundert eine Südvorhalle (portico). Landschaftliche Attraktionen sind die Yecla- und die Ura-Schlucht; beide eignen sich für Wanderungen.